# Agbagho
Agbagho est un village situé dans la région des Plateaux au Togo,.

## Géographie
Agbagho est connu pour ses paysages naturels et son environnement paisible. Le village est situé près de Volové et Kpadapé.

## Histoire
Le village de Agbagho a une histoire riche et diversifiée.

## Institutions
Le village abrite le Centre Médico-Sociale, une institution de santé importante pour la communauté.